# Башня милиции
Башня Милиции (итал. Torre delle Milizie — Башня охранников) — средневековая башня в Риме. Граничит с рынком Траяна на Императорском форуме на востоке и Папским университетом святого Фомы Аквинского на западе. В отличие от позднейшего значения слова «милиция» (народное ополчение) в средневековье такие башни возводили знатные семьи для охраны собственных владений.

## История
С башней связана легенда, из-за которой её часто называют башней Нерона. Согласно преданию, башня была построена ещё в древнеримскую эпоху, и именно с неё император Нерон наблюдал за пылающим Римом во время городского пожара 64 года. Однако это не соответствует действительности. Римский историк Тацит сообщает, что во время пожара Нерон находился за пределами столицы в Анцио.
Существующее сооружение возведено, вероятно, семьёй Аретино во время правления папы Иннокентия III (1198—1216). К концу XIII века башня принадлежала могущественному роду Аннибальди, затем она перешла во владение префектов Вико, а позднее — семьи Каэтани, из которой происходил папа Бонифаций VII. При Каэтани здание было расширено и укреплено, вероятно, в соперничестве с замком Святого Ангела за право считаться главной крепостью Рима. Когда Генрих VII Люксембургский прибыл в город на свою коронацию императором Священной Римской империи (май-июнь 1312 года), он разместил в «Башне милиции» своих сторонников-гвельфов. Через двадцать лет башня была сдана семейству Конти. Рафаэль Санти, в 1515 году назначенный главным хранителем древностей Рима, назвал башню одним из примеров зданий, при строительстве которых были использованы детали древних сооружений. Конти владели башней до 1619 года, когда та была приобретена соседним монастырём Санта-Катерина-а-Маньянаполи.
В 1911 году «Башня милиции» была объявлена Национальным памятником Италии.

## Архитектура
Одно из главных средневековых сооружений города, «Башня милиции» построена на квадратном фундаменте размерами 10,5 × 9.5 метров. Когда-то она являлась частью группы укреплённых сооружений, окружавших здание суда. Изначальная высота башни неизвестна, но после землетрясения 1348 года верхние два этажа были снесены, что снизило башню до её существующей высоты (около 50 метров). Другим следствием землетрясения стал небольшой наклон башни.

## В массовой культуре
В Башне Милиции происходит одна из миссий компьютерной игры Assassin's Creed: Brotherhood. По сюжету, в самом начале XVI века главный герой проникает в башню, чтобы найти спрятанные там сокровища тамплиеров. В режиме свободной игры башню можно обследовать и снаружи.